# Harry și găletușa lui plină cu dinozauri
Serialul de animație Harry și găletușa lui plină cu dinozauri (cu titlul original Harry and his Bucket full of Dinosaurs), prezintă aventurile unui băiat care are ca prieteni șase dinozauri, ce trăiesc într-o găletușă. Harry vrea să învețe diferite lucruri: de la a cânta Rock'n Roll, până la a deveni pompier. Seria a avut premiera aere la 10:00 a.m. ET/PT timp pe 20 august 2005 pe Cartoon Network din Statele Unite

## Secretul Dino Lumii
Dino Lumea este casa celor șase dinozauri care sunt prieteni cu Harry. Băiatul are diferite nelămuriri față de viața de zi cu zi, și vrea să înțeleagă diverse lucruri. În casa sa nu poate să facă asta, așa că merge în lumea preistorică a dinozaurilor, Dino Lumea, în care găsești tot ce vrei și e posibil absolut orice. Dinozaurii săi sunt de mărimea unor păpușele, dar odată ajunși în Dino Lume ei devin de dimensiuni naturale.

## Personaje
- Harry - este un băiețel în vârstă de cinci ani, foarte curios și nerăbdător să afle lucruri noi. El este prieten cu șase dinozauri, care sunt la fel de curioși și de interesați de misterele vieții. De multe ori, nu înțelege diverse lucruri, așa că merge în Dino Lume, lumea dinozaurilor, iar acolo găsește răspuns la orice. Câteodată greșește față de prieteni, dar mereu își dă seama de ce a făcut și se corectează.

- Taury - este un T-Rex (Tyrannosaurus Rex) de culoare roșie, însă total diferit de cel care a umblat pe Terra acum miliarde de ani, adică foarte blând. Este cel mai solid dintre dinozauri și cel mai curajos. Câteodată se încăpățânează foarte tare pentru a face ceea ce și-a propus. Când Harry intră în găletușa magică, coboară ca pe un tobogan pe coada sa.

- Trike - este un Triceratops foarte prostuț (naiv), care mereu pățește lucruri cum ar fi să cadă sau să se-mpiedice. Dacă Pământul ar fi fost făcut din ciocolată, acum n-ar mai fi existat, fiindcă flămândul dinozaur, l-ar di înfulecat pe tot. Este foarte blând și de cele mai multe ori nu prea înțelege ce vor să spună ceilalți, fiindcă nu e prea isteț.

- Pterence - (cuvânt format prin alipirea numelui de dinozaur Pterodactyl, cu alipirea numelui englezesc Terence), e un mic Pterodactyl, de culoare galbenă. Este cel mai scund dintre dinozauri și singurul dintre ei care știe zbura, sau mai bine zis, care poate zbura. Câteodată, se crede dat la o parte din cauza mărimii sale, dar toți îl iubesc foarte mult.

- Steggy - este un Stegosaurus (cuvânt de la care îi vine și numele) de culoare albastru deschis. E destul de prostuț și foarte neîndemânatic, de cele mai multe lucruri stricând sau dărâmând lucrurile cu coada sa. Este foarte timid și se sperie foarte ușor. Uneori vrea să fie îmbrățișat ca să se simtă mai bine.

- Patsy - este un Apatosaurus cu gât gigant, de culoare roz. Este singura fată din grupul de dinozauri, dar pe nimeni nu deranjează acest lucru. Este foarte prietenoasă și foarte bună prietenă cu dinozaurii, în special cu Pterodactylul Pterence. În ciuda înfățișării sale uriașe, este foarte blândă.

- Sid - este un Scelidosaurus de culoare verde-albăstrui și cu creste ascuțite pe spate, foarte inteligent și atent. El citește multe cărți, iar în unele momente apare cu ochelarii săi rotunzi. Câteodată, îi corectează pe ceilalți dinozauri și pe Harry, fie prin cuvinte (oral), fie practic.

- Mama lui Harry - este o femeie înaltă, cu păr blond, care muncește cât e ziulica de lungă. Uneori, Harry vrea să învețe lucruri noi, dar mama sa nu îl lasă să facă acest lucru în casă, așa că acesta se duce în Dino Lume. Aceasta nu știe de lumea ascunsă în găletușa magică. Tatăl lui Harry nu a apărut niciodată în serial.

- Samantha sau Sam - este sora mai mare a lui Harry, un personaj care nu apare de foarte multe ori în serialul de animație. Ea își iubește foarte mult frățiorul, dar câteodată se supără când el face năzbâtii și nu-și prea dă seamă că el e mai mic decât ea. Face parte dintr-o trupă de rock'n roll.

- Nana sau Bunica - este bunica lui Harry, o femeie cu vârsta înaintată care, totuși, nu pare pare foarte bătrână. Are părul de culoare gri și deobicei poartă o bluză de culoare verde. Ea îi face prăjituri lui Harry, dar nu îl lasă să mănânce foarte multe deodată. Uneori îl lămurește pe nepotul ei cu niște, când acesta are nevoie de ajutor. Nici bunicul lui Harry nu a apărut niciodată în serial.

- Carlota sau Charley - este prietena de culoare a lui Harry, care este de origine jamaicană. Este, probabil, singura amică a lui Harry din lumea oamenilor. Aceasta vine acasă pe la el, sau invers, și se joacă, uneori chiar cu cei șase dinozauri ai lui Harry. Câteodată, băiatul se ceartă cu Charley din diferite motive, dar mereu aceștia se împacă. Ea cunoaște secretul ascuns în găletușă.

## Episoade

### Sezonul 1
| Nr. | Titlul episodului                      |
| --- | -------------------------------------- |
| 1   | AH!!!                                  |
| 2   | De Returnat!                           |
| 3   | Dar Îmi Place Noroiul                  |
| 4   | E o Pisicuță                           |
| 5   | Pot asambla?                           |
| 6   | Care murdărie?                         |
| 7   | Uh-Oh                                  |
| 8   | Nimeni Nu Mă Ascultă                   |
| 9   | Mi-aș dori                             |
| 10  | Yo Ho Ho                               |
| 11  | Harry, Reporter Special                |
| 12  | Ce Avem La Micul Dejun?                |
| 13  | Mi-aș dori să se oprească ploaia       |
| 14  | Gol!                                   |
| 15  | Hapciu!                                |
| 16  | Super Harry                            |
| 17  | Astăzi e ziua                          |
| 18  | Ești prea mic                          |
| 19  | Poți asculta picăturile?               |
| 20  | Cine spune că Dinozaurii nu sunt tari? |
| 21  | Nu-mi găsesc șoseta preferată          |
| 22  | Promit                                 |
| 23  | Abracadabra                            |
| 24  | Nu vreau să merg                       |
| 25  | Eu primul!                             |
| 26  | Ups!                                   |
| 27  | Pe cine să aleg?                       |
| 28  | Origami                                |
| 29  | Am câștigat                            |
| 30  | Distracție pentru toți                 |
| 31  | Am să merg dincolo de creastă          |
| 32  | Prăjituri                              |
| 33  | Pot să fac asta                        |
| 34  | Nu vreau să merg la culcare            |
| 35  | Uite ce am găsit!                      |
| 36  | M-am liniștit că nu te-am putut vedea  |
| 37  | În Spațiu                              |
| 38  | Cheamă regina!                         |
| 39  | Steggy nu e aici                       |
| 40  | Să plantăm flori!                      |
| 41  | Să cântăm Rock!                        |
| 42  | Mi-aș dori să construiec clădiri       |
| 43  | Ce se va întâmpla?                     |
| 44  | Circul                                 |
| 45  | Când voi crește mare                   |
| 46  | Poștașul e aici                        |
| 47  | Vreau să cânt                          |
| 48  | Ajutor!                                |
| 49  | E în camera lui Nana                   |
| 50  | Pot să dorm în cortul meu?             |
| 51  | Mă Gândesc                             |
| 52  | E Făcută Din Cașcaval?                 |

### Sezonul 2
| Nr. | Titlul episodului                     |
| --- | ------------------------------------- |
| 1   | Care fulger?                          |
| 2   | Îl pot folosi un timp?                |
| 3   | Supereroii nu dansează!               |
| 4   | Ador căpșunile!                       |
| 5   | Mi-aș dori să zbor!                   |
| 6   | Ce nas rece!                          |
| 7   | Am nevoie de ajutor!                  |
| 8   | Harry, vânător de gândaci!            |
| 9   | Bzzz!                                 |
| 10  | Sunt Regele Harry!                    |
| 11  | Oglinda, Oglinda!                     |
| 12  | Pleosc!                               |
| 13  | Vreau să ajungem repede!              |
| 14  | 2+2!                                  |
| 15  | Mi-a căzut dintele!                   |
| 16  | Costumul de petrecere!                |
| 17  | Harry, exploratorul!                  |
| 18  | Mi-aș dori să fie ieri                |
| 19  | Am văzut o scoică                     |
| 20  | Sari!                                 |
| 21  | Yeehaw!                               |
| 22  | Cineva mișcă                          |
| 23  | Asta chiar e o lampă?                 |
| 24  | Aaargh! Comoara!                      |
| 25  | Ura pentru pizza!                     |
| 26  | Harry, inventatorul                   |
| 27  | Să facem o paradă                     |
| 28  | Ciu! Ciu!                             |
| 29  | Întunericul e tare                    |
| 30  | Îți place cortul meu?                 |
| 31  | Acasă                                 |
| 32  | E un extraterestru!                   |
| 33  | Vreau să fac un film!                 |
| 34  | Harry, Regele Junglei                 |
| 35  | Urgență!                              |
| 36  | Dino-Pocnetul                         |
| 37  | Chicote                               |
| 38  | Chiar mi-e cald!                      |
| 39  | Creionul prostuț                      |
| 40  | Acum mă vezi...                       |
| 41  | E un Elefan-Struț                     |
| 42  | Părul meu e scurt!                    |
| 43  | Sfârșitul școlii                      |
| 44  | Unde merge vântul?                    |
| 45  | Aici obținem ceva!                    |
| 46  | Ce puternic!                          |
| 47  | Am o întrebare                        |
| 48  | Ce face această cheie?                |
| 49  | Harry, Căpitanul Spațiului (Partea 1) |
| 50  | Harry, Căpitanul Spațiului (Partea 2) |
| 51  | Să mergem în Africa!                  |
| 52  | Unde e pinguinul meu?                 |